# Joseph Pletz

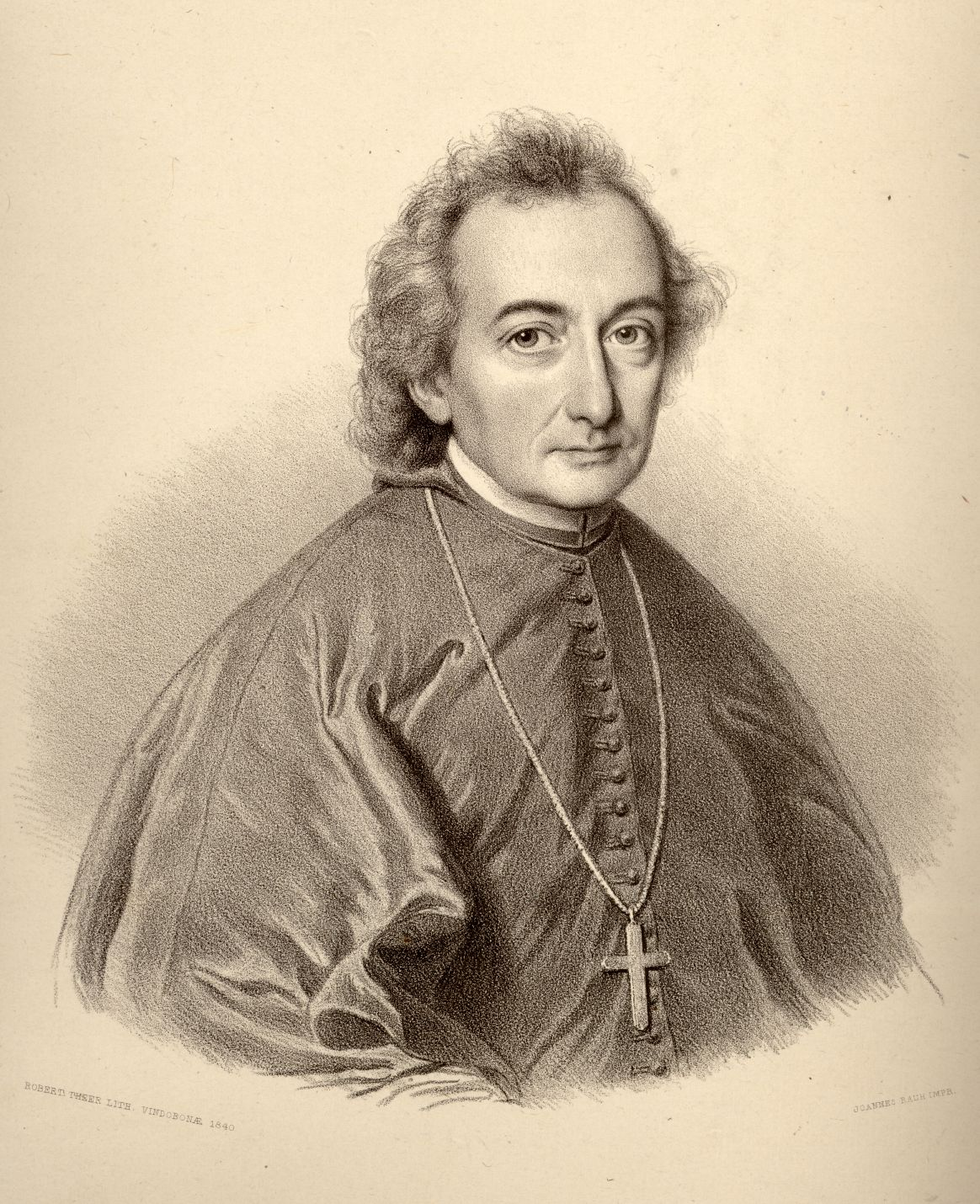
Joseph Pletz (1840)

Joseph Pletz (* 3. Januar 1788 in Wien; † 30. März 1840 ebenda) war ein österreichischer römisch-katholischer Geistlicher, Pädagoge und Autor. Von 1836 bis zu seinem Tod hatte er das Amt des kaiserlichen Hof- und Burgpfarrers inne.

## Leben

### Herkunft und Ausbildung bis zur Priesterweihe
Joseph Pletz wurde als Sohn des Andreas Pletz (* unbekannt; † 7. Dezember 1805), Buchhalter eines Handlungshauses in Wien sowie dessen Ehefrau Cäcilia (* unbekannt; † 1833), eine Tochter des Hofkammerjuwelier Johann Bernhard Büttner, geboren. Seine Schwester war Barbara Pletz (* 18. Juni 1791; † unbekannt).
Er besuchte anfangs die deutsche Schule in Wien und wechselte später zur Normalschule St. Anna, dort unterrichteten die Katecheten Anton Hye (1761–1831) und Augustin Johann Joseph Gruber, der spätere Erzbischof von Salzburg. 1801 kam Joseph Pletz an das Gymnasium St. Anna und hatte Unterricht bei den Lehrern August Weimer (Weltprediger und Katechet), Martin Span (Professor der Rhetorik und griechischen Sprache), Wenzel Hanke (Professor der Geographie und Geschichte), Professor Vincenz Pleban, Valentin Höflich (Professor der Poetik und griechischen Sprache) und Professor Anton Reiman.
Anlässlich des Todes seines Vaters 1805 musste Joseph Pletz bereits im Alter von 17 Jahren selbst Unterricht erteilen, um seinen Lebensunterhalt zu sichern, hierbei hatte er die Unterstützung des Kurpriesters Franz Schmid (1764–1843), dem späteren Prälaten und Domkantor, der ihn in den besseren Häusern Wiens vorstellte und einführte.
Aufgrund seiner sehr guten Schulzeugnisse erhielt Joseph Pletz nach dem Tod seines Vaters ein Stipendium aus dem Wiener Universitätsfonds, so dass er 1806 ein Philosophie- und Theologie-Studium an der Universität Wien beginnen konnte. Er besuchte die Vorlesungen von den Professoren Jakob Frint, Franz Hammer (1758–1825) (Philosophie), Remigius Samuel Döttler (1741–1812) (Mathematik und Physik), Anton Joseph Stein (Philologie) und Martin Johann Wikosch (Geschichte).
1808 trat er in das erzbischöfliche Alumnat ein und besuchte die Theologie-Vorlesungen an der Wiener Universität bei Vincenz Darnaut (Kirchengeschichte), Leopold Ackermann (Bibelstudium), Anton Aryda (orientalische Sprachen), Altmann Arigler (neutestamentliches Bibelstudium), Thomas Dolliner (1760–1839) (Kirchenrecht), Augustin Braig (1766–1821) (Dogmatik), Theobald Fritz (1771–1848) (Moraltheologie), Andreas Reichenberger (Pastoral) und Vincenz Eduard Milde (Erziehungskunde), Unterricht im katechisieren erhielt er an der Normalschule St. Anna bei Wendelin Simmerdinger (1783–1832). Am 30. August 1812 erhielt Joseph Pletz die Priesterweihe.

### Positionen und Aufgaben 1812 bis 1816
Kurz nach seiner Priesterweihe ernannte ihn der Erzbischof Sigismund Anton von Hohenwart am 28. Oktober 1812 zum ersten Studienpräfekten im Alumnat; mit dieser Stelle eines Studienpräfekten im erzbischöflichen Seminarium war auch die Stelle eines Adjunkten der theologischen Studien an der Universität Wien verbunden.
1813 erwählte ihn der Erzbischof von Hohenwarth zu seinem Zeremoniar.
Als Alumnatsdirektor Franz Bugl am 1. September 1813 verstarb, wurde Joseph Pletz die Leitung des Seminars übertragen, bis der neue Direktor ernannt wurde.
Als Adjunkt lehrte er nach dem Austritt des Professor Braig in dem Schuljahr 1814/1815 die Dogmatik an der Wiener Universität.
Am 6. September 1816 wurde er zum wirklichen Hofkaplan ernannt.

### Lehrer an Frintaneum und Universität Wien
1816 wurde durch den Hof- und Burgpfarrer Jakob Frint die höhere Bildungsanstalt für Weltpriester zum Heiligen Augustin, das „Frintaneum“, in Wien gegründet. Die Vorsteher dieser Bildungsanstalt war zugleich Mitglied der Hofkapelle. Als erster Studiendirektor wurde Joseph Pletz durch Jakob Frint ausgewählt. Er war nun Studiendirektor des Frintaneum und damit zuständig für die unmittelbare Leitung der gesamten wissenschaftlichen Bildung. Der Hofkaplan Johann Michael Leonhard war als Spiritual für die moralische Bildung der Studenten zuständig. Nach einem Jahr wurde Michael Johann Wagner, der spätere Bischof von St. Pölten, als Hofkaplan und zweiter Studiendirektor berufen. Diese drei teilten sich dann die Bildung der Studenten in der Bildungseinrichtung.
Am 10. März 1823 wurde Joseph Pletz zum Professor der Dogmatik an der Wiener Universität ernannt.
Er wurde durch Kaiser Franz I. am 15. Februar 1827, nach dem Tod von Kanonikus Anton Schopp, zu dessen Nachfolger als Domherr der Metropolitankirche St. Stephan und Konsistorialrat ernannt.
Joseph Pletz plante 1827 die Herausgabe einer theologischen Zeitung, "Neue theologische Zeitschrift", die der von Frint herausgegebenen folgen sollte. Dies wurde durch Bischof Frint und Professor Fourerius Ackermann unterstützt, so dass die Zeitung von 1828 bis zu seinem Tode herausgegeben werden konnte.
Am 27. März 1828 wurde er durch den Erzbischof Leopold Maximilian von Firmian zum Ordinariatsexaminator in der Dogmatik und der Paraphrase der Heiligen Schrift bei den halbjährlichen Pfarrkonkursprüfungen berufen.
Zur Unterstützung der Missionare in Nordamerika wurde am 13. Mai 1829 in Wien durch den Erzbischof Graf von Firmias der Leopoldinen-Verein ins Leben gerufen. Joseph Pletz übernahm die Redaktion der Berichte dieses Vereins.
Aufgrund der Vielzahl seiner Aufgaben erhielt Joseph Pletz von 1829 bis 1832 Joseph Büchinger und von 1832 bis 1834 Vincenz Seback, der im Oktober 1834 durch Thomas Christ endgültig abgelöst wurde, zur Unterstützung seiner Aufgaben bei der am 18. September 1829 übertragenen Führung des Referates in philosophischen Studienangelegenheiten bei der Studienkommission.
Am 27. Juni 1830 wurde er vom Kaiser zum Domdechant des Metropolitankapitels St. Stephan ernannt und am 25. Juli 1830 durch den Weihbischof und Generalvikar Johann Michael Leonhard investiert.
Am 17. November 1831 verstarb der bisherige Direktor der theologischen Studien, Hofrat und Abt des Schottenstiftes, Andreas Wenzel. Joseph Pletz wurde hierauf provisorisch das Direktorat übergeben, so dass er nun die philosophischen und die theologischen Studien in der gesamten Monarchie leitete.
Am 6. August 1832 erfolgte die Berufung zum Direktor und Referenten der theologischen Studien bei der Studienkommission, verbunden mit der Ernennung zum Regierungsrat.

### K.u.k. Hof- und Burgpfarrer
Am 20. Februar 1836 wurde er als Nachfolger von Michael Johann Wagner, der zum Bischof von St. Pölten ernannt worden war, zum Hof- und Burgpfarrer ernannt, unter Beibehaltung seines Amtes als Direktor der theologischen Studien und Beisitzer sowie Referent bei der Studienkommission. Am 12. März 1836 wurde er als Burgpfarrer eingeführt und am 19. März 1836 als Abt zur Heiligen Jungfrau von Pagrany in Ungarn (Weszprimer Diözese) benediziert (Segen erteilt).
1837 erwählten ihn der Kaiser Ferdinand I. und Erzherzog Franz Karl zum Beichtvater, der Erzherzog ernannte ihn auch zum Religionslehrer seiner Söhne Franz Joseph, der später Elisabeth von Österreich-Ungarn – genannt „Sissi“ – heiratete, Maximilian, der später von Napoleon III. als Kaiser von Mexiko inthronisiert und dort nach einem Kriegsgerichtsverfahren hingerichtet wurde, sowie Karl Ludwig.
Von August bis Oktober 1838 unternahm Joseph Pletz auf Befehl des Kaisers Ferdinand I. eine Reise zu dessen Krönung zum König von Lombardo-Venetien nach Mailand. Er wurde dabei vom Hofkaplan Ignaz Feigerle begleitet.

### Tod
Als Joseph Pletz verstarb, wurde er am 1. April 1840 vom Weihbischof und Generalvikar des Wiener Erzbistums, Hofrat Anton Aloys Buchmayer feierlich in der Hofburgkapelle eingesegnet. Damit war Joseph Pletz der Erste, der in Gegenwart des Kaisers in dieser Kapelle eingesegnet wurde, der nicht zur kaiserlichen Familie gehörte. Zur zweiten Einsegnung wurde der Leichnam in die Pfarrkirche St. Michael gebracht, die dritte Einsegnung erfolgte dann kurz vor der Beerdigung auf dem Hernalser Friedhof.

## Werke (Auswahl)
- Christkatholischer Unterricht über das heilige Sacrament der Firmung. Wien: Im Verlag des Anton Doll, 1819.
- Echter Bürgersinn, die liebliche Frucht der Religion Jesu Christi: Eine Predigt, gehalten am Restaurations-Feste des Bürgerspitals zu St. Marx, am siebenten Sonntage nach Pfingsten. Wien Wimmer 1824.
- Der hohe Werth des Jubiläums-Ablasses und seine Bedingungen: Fünf Predigten, vorgetragen in der Kirche der W.W.E.E. Klosterfrauen der heil. Ursula zu Wien. Wien Wimmer 1826.
- Betrachtungen über einige Wahrheiten des Christenthums, vorgelegt in Predigten: auch zur häuslichen Erbauung für katholische Leser. Wien: Wimmer, 1826.
- Zum Schlusse des heiligen Jubeljahres: drey Predigten, vorgetragen in der Kirche der W.W.E.E. Klosterfrauen der heiligen Ursula zu Wien. Wien: Wimmer, 1826.
- Predigten, welche während der zweyten Säcular-Feyer der Barnabiten-Congregation am 15. und 22. Oktober 1826 gehalten worden sind. Wien: Gedruckt bey Anton Edlen v. Schmid 1826.
- Der Trost des Christen im unblutigen Opfer des neuen Bundes: Eine Predigt, vorgetragen am Feste Maria Geburt, als der Hochwürdige Weltpriester Herr Aloys Schlör in der Pfarrkirche zu Altlerchenfeld seine erste heilige Messe feyerte. Wien Gedruckt bey den PP. Mechitaristen 1828.
- Neue theologische Zeitschrift. Wien, 1828.
- Über den pflichtmässigen Beytritt katholischer Christen zu der, im Kaiserthume Österreich, für die Ausbreitung der Nordamerikanischen Missionen, errichteten Leopoldinen-Stiftung. Wien: P.P. Mechitaristen, 1829.
- Rede, bey Gelegenheit der feyerlichen Grundsteinlegung in der neuerbauten Pfarrkirche zu Döbling: den 30. August 1829. Wien Strauß 1829.
- Rede, bey der hohen Consecration der Pfarrkirche zu Döbling: gesprochen den 4. October 1829. Wien Strauß 1829.
- Die Ehe nach dem Willen unseres Herrn und Heilandes Jesu Christi: ein Braut- und Gattengeschenk. Wien: Wimmer, 1832.
- Erklärung aller in dem vorgeschriebenen Evangelien-Buche vorkommenden Episteln. Wien: im Verlag der königlich-kaiserlichen Schulbücher-Verschleiß-Administration bey St. Anna in der Johannis-Gasse 1838.
- Stand der kroatisch-krainerischen Franziskaner-Ordensprovinz des H. Kreuzes. Laibach: gedr. J. Blasnik, 1839.
- Historischer Ehrentempel der Gesellschaft Jesu. Wien: Auf Kosten des Herausgebers und in Commission bei Franz Wimmer Buchhändler in der Dorotheergasse Nr. 1107(IS), Wimmer, Franz, 1841.